# 베일러 샤이어만

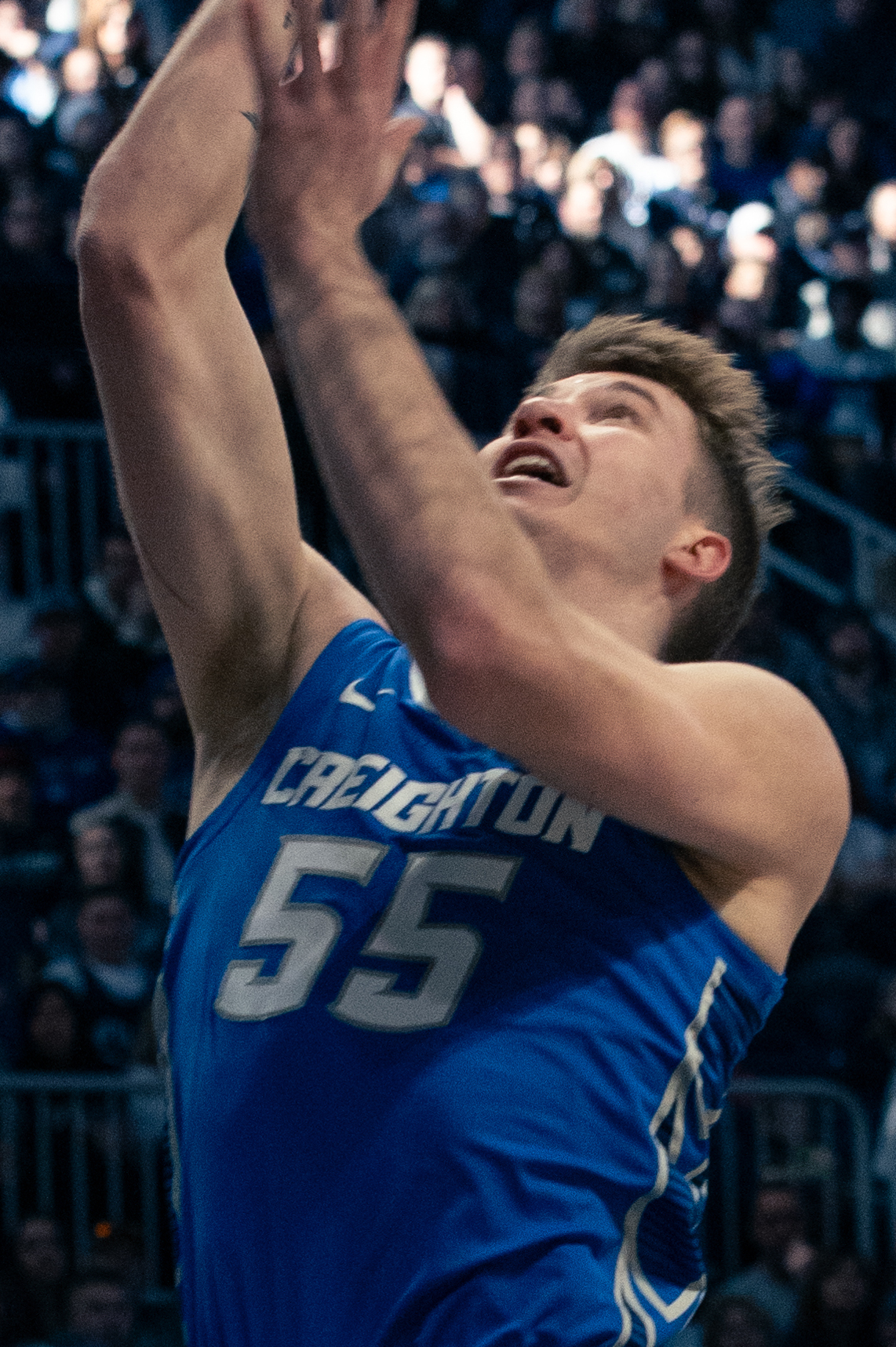

베일러 샤이어만(Baylor Scheierman, 본명: 베일러 아서 샤이어만, Baylor Arthur Scheierman, 2000년 9월 26일 ~ )은 전미 농구 협회(NBA) 보스턴 셀틱스의 미국 프로 농구 선수이다. 사우스다코타 스테이트 잭래빗과 크레이튼 블루제이스에서 대학 농구를 했다.

## 프로 경력

### 보스턴 셀틱스 (2024년~현재)
2024년 6월 26일, 샤이어먼은 2024년 NBA 드래프트에서 보스턴 셀틱스의 전체 30순위로 선정되었다. 그의 선택은 NBA 분석가들로부터 일반적으로 긍정적인 반응을 얻었는데, 그들은 그의 경험과 셀틱스와의 적합성을 그가 타이틀 방어를 추구하는 팀에 즉시 기여할 수 있다는 긍정적인 신호로 보았다. 7월 6일 셀틱스와 계약을 맺었다.